# コンピュータRPG

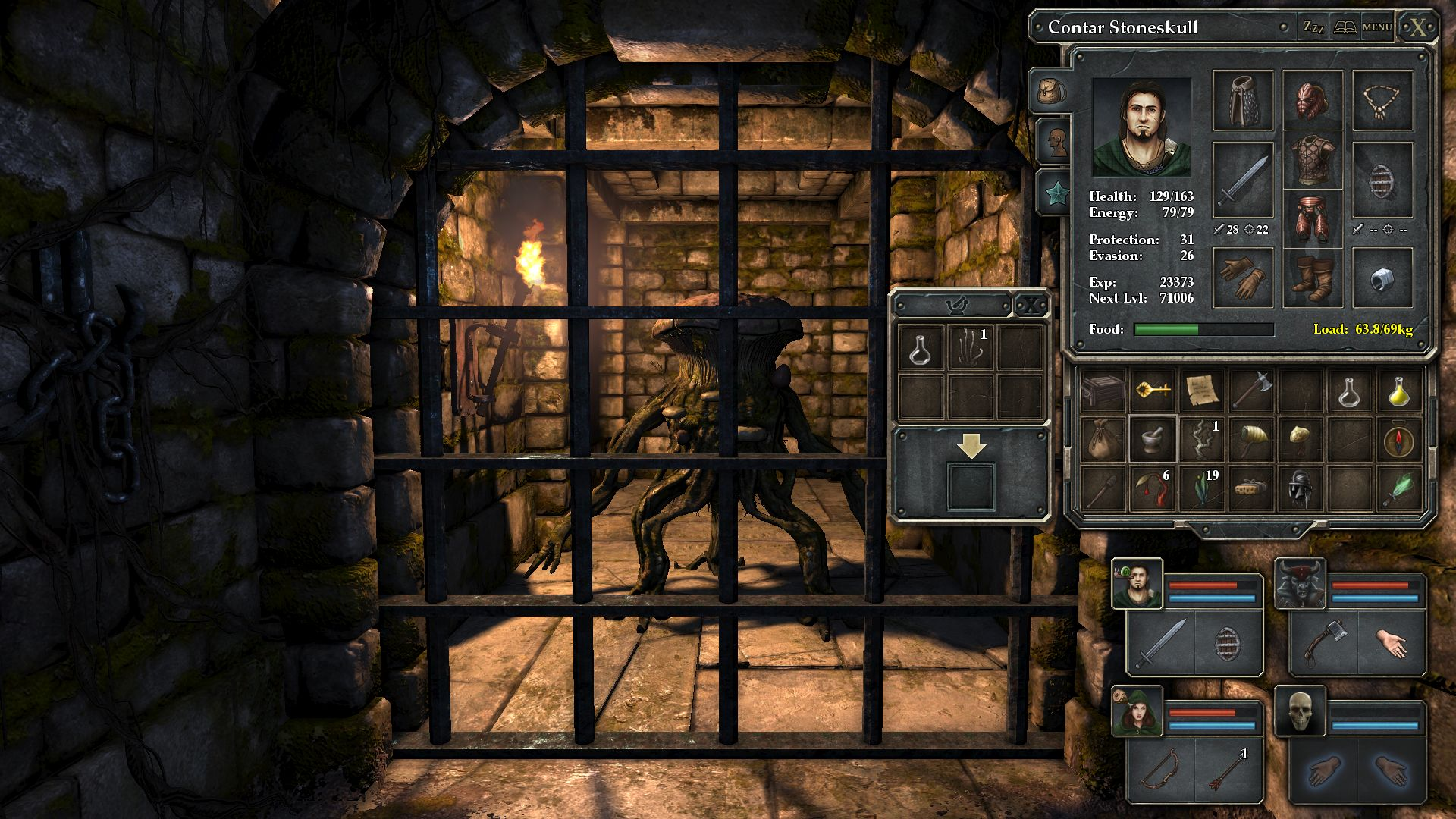
Legend of Grimrock

コンピュータRPG（コンピュータ・アールピージー）は、コンピュータゲームのジャンルの一つで、コンピュータを用いたロールプレイングゲーム（RPG）群を指す。
元々RPGとは卓上で紙と鉛筆とサイコロを用いて行う、現在でいう「テーブルトークRPG」を指す。それをコンピュータで再現した物がコンピュータRPGとなった。しかし、RPG文化とコンピュータRPGが同時期に広まった日本では初期からコンピュータRPGが席巻したため、現在では「RPG」がそのままコンピュータRPGを指すことが一般的となっている。

## 概要
日本の家庭用ゲーム市場では人気の高いジャンルで、特にドラゴンクエストシリーズ、ファイナルファンタジーシリーズ、キングダム ハーツ、ポケットモンスターはコンピュータRPGのみならず、家庭用ゲームを代表するタイトルである。スマートフォン（スマホ）ゲーム市場においても同様で、Google Playの売上ランキングには多数のコンピュータRPGがランクインしている。

## 特徴
ゲームプレイの肝となる行為結果（戦闘など）を、ターンごとに攻撃をして、能力値計算を主とした処理で判定するため、アクションゲームやシューティングゲームに比べてプレイヤーの反射神経や操作技能に依存しないゲームバランスになっているのが特徴。
多く見られるのは、プレイヤーが主人公とその仲間を操作し、障害として立ちふさがるモンスターとの戦闘を繰り返しながら「経験値」を蓄積してパワーアップし、徐々に行動範囲を広げていき最終的に目標を達成するというものである。特に日本市場ではユーザーの意思をゲームに反映させる手段にコマンド選択式インターフェイスを採用しているものが多い。
ゲームメディアなどで「RPG的要素を持つ」と言われる場合は、大抵下記の要素がゲームプレイに含まれている。
- 成長要素。努力の成果としてキャラクターの能力値が成長する楽しみがある。
- リソース管理要素。アイテム選びや消費、能力の成長の仕方といったリソースを効率よく管理し、ゲームを有利に運ぶ楽しみがある。
- 物語演出要素。コンピュータならではのダイナミックな演出、RPGならではの感情移入しやすい物語を楽しめる。
- 冒険探索要素。広い世界を探索し、旅をする楽しみがある。

また、日本では複数のプレイヤーキャラクター（パーティ）によって行われる戦闘をRPG要素として捉える場合もある。多くのRPGには全ての攻撃技の基本となる通常攻撃（素手や武器で攻撃するなど。名称は「たたかう」などがある）が実装されている。

## 歴史

### 1970年代
アメリカのテーブルトークRPGに触発されるかたちで、1970年代中盤にメインフレーム上で動作する、『ダンジョン』（1976年）や『pedit5』（1975年）、『dnd』（1975年）といった初期のコンピュータRPG群が登場した。これが後に『ウルティマ』といった作品の原型となっていく。

### 1980年代前半
日本においては、1980年代初めに『ウルティマ』（1981年）や『ウィザードリィ』（1981年）など、パソコン用の作品がアメリカからもたらされることでRPGの存在が知られるようになり、その後日本国内のメーカーにより様々な作品が作り出された。当初は詳細なストーリーを持たず、ゲーム内に隠されたヒントを自力で探し出すと言った作品が多かった（『ザ・ブラックオニキス』（1984年）など）。

### 1980年代後半から1990年代
PC向けRPGでは「隠されたヒントを自力で探し出す」点がコンピュータRPGの面白さと認識され発達し、コンピュータRPGは難しいほど面白いゲームとされていた（『ザナドゥ』（1985年）など）。一方で、限られたプレイヤーにしかクリアできないハードルの高いゲームであった。この傾向は、『イースI』（1987年）･『イースII』（1988年）の発売を機に一転した。
家庭用では1986年に第1作目が発売されたドラゴンクエストシリーズ、1987年に第1作目が発売されたファイナルファンタジーシリーズなどを筆頭とする、社会現象的なRPGブームが訪れた。
1989年6月30日に発売されたCD-ROMを媒体とするRPG『天外魔境 ZIRIA』は、CD-ROMの大容量を活かした演出・音楽・音声等を実現し、以降ストーリーやムービー重視の作品が主流となった。
1991年にマウス操作のRPG『ブランディッシュ』が発売された。
1990年代中盤には初代プレイステーションをはじめとする3D対応ゲーム機の流行で、3DグラフィックのRPGが増加した。
1990年代後半にはパソコンが一般家庭にも普及するようになるが、日本では国産PCとともにPCゲーム市場が急激な衰退をする。
インターネットの普及により、MMORPGなどコンピュータネットワークで他のプレイヤーと一緒にプレイするオンラインゲームも登場し始める。

### 2000年代
PlayStation 2以降DVD-ROMを採用した機種が登場し、さらなるグラフィック・ムービー重視が進んだ。
当時の家庭用ではネット重視で作られてはいなかった事もあって、どの機種もオンラインゲームはまだまだ少なかった。しかし後半頃になるとPlayStation 3などネットに完全対応した物が登場しMORPGなどが流行り始めた他、パソコンを含めた複数の機種で同じゲームを発売するいわゆるマルチプラットフォーム展開も本格的にされるようになった。

### 2010年代
スマートフォンの普及もあり、『Fate/Grand Order』『鬼斬』『きららファンタジア』などの基本無料（アイテム課金）ゲームが台頭し始めた他、海外企業による日本風キャラクターデザインのRPGも増加した。
また、『ソードアート・オンライン』など剣と魔法のファンタジー世界を舞台とした異世界転生・転移物がブームとなり、それにはRPGを題材にした作品も多く（キャラクターにレベルの概念があったりする）、逆に『RPG不動産』など何らかの形でゲーム化した事例もある。

## レトロRPG
新作は3Dばかりとなっていた2000年代頃から、2DのコンピュータRPGを再評価しようとする傾向が見られるようになった。中には、出荷本数が少なかったためにプレミアの付いているソフトも存在しており、中古品がオークションやオンラインショップで高額で取引されることもある。また、有名な作品であればゲームメーカー各社が行っている旧作のダウンロード配信サービス（バーチャルコンソール、PlayStation Storeなど）や携帯ゲーム機などへの移植が行われている。RPGツクールによりフリーゲームとしても多数作られ『ゆめにっき』のように商業展開するものも出た。
ローグライクゲームと呼ばれるダンジョン自動生成型の「終わり無きRPG」に対する根強い人気も見られる。この種のゲームはグラフィックによる表示が難しかった時代の産物であるため、伝統にしたがって文字だけを使った画面表示、またはそれに類するシンプルな画面表示しか用いないのが通例である。なお、ローグライクゲームはフリーウェアとして提供されているものも多い。

## JRPG
欧米においては、独自の進化を遂げた日本製RPGを「JRPG（Japanese RPG）」「クラシックスタイルRPG（classic style RPG）」と表現するようになっている。PC市場をメインとし続けた欧米では、リアルタイム制やシームレス、オープンワールドを組み込んだRPGのスタイルが確立されている。そのため、ターン制やコマンド戦闘、エンカウント方式にとどまるなどスタイルの古い日本製のものは区別されていると考えている。
その他のJRPGの特徴して、登場人物のデザインやストーリーがアニメ的・マンガ的であること、個性的な性格でキャラが立っていること、などが挙げられる。
もともと批判的な用語であり日本のゲーム業界はネガティブイメージに悩まされることがあった。ただし、売り上げにおいてはポケットモンスターシリーズが全世界で1億9300万本、ファイナルファンタジーシリーズは全世界で9700万本という実績があり、『ドラゴンクエストVIII』はアメリカ大手ゲームサイトGameSpotにて2005年度最優秀RPGを受賞、2010年E3アワード全機種RPG部門にて『イース7』がベストRPG賞を受賞し『RPGFan Feature-E3 2010 Awards』を獲得するなど海外でも日本製RPGは一定の評価を受けている。
JRPGにハマった海外ユーザーが、「海外ではリアルなゲームしか企画が通らず、JRPGのような作品を作れない」という理由で、日本のゲーム会社に就職するという事例も存在する。また、2010年代後半より、海外製のインディーゲームで開発者がJRPGに影響を受けたと公言する作品が続々とリリースされている。

## その他
好きな人も苦手な人も多い
2014年のCESAマーケティングリサーチ（日本国内が対象）によると、コンピュータRPGは51.9%の人が「好き」と回答しており、アクションゲーム（39.0%）などを引き離して最も好きな人の多いジャンルである。一方で、苦手な人の多いジャンルとしても挙げられている。クリアをするのに時間がかかる、レベルを上げるのが面倒など、コツコツプレイする必要がある当ジャンルならではの理由と言える。
他のゲームジャンルに影響を与えている
当ジャンルの「物語」や「成長」といった要素はあらゆるゲームに浸透している。その理由は、これらの要素が人の想いに根ざしたものであり、それを目で追っていくことがプレイヤーの欲求を満たすものであるからだろう。